# Carlos Riolfo
Carlos Riolfo Secco (Montevideo, 1905. november 5. – 1978. december 5.) világbajnok uruguayi válogatott labdarúgó.
Az uruguayi válogatott tagjaként részt vett az 1930-as világbajnokságon.

## Sikerei, díjai
Uruguay
- Világbajnok (1): 1930

## Külső hivatkozások
- Statisztika az RSSSF.com honlapján
- Világbajnok keretek az RSSSF.com honlapján